# Alloblennius jugularis
Alloblennius jugularis és una espècie de peix de la família dels blènnids i de l'ordre dels perciformes.
Els adults poden assolir 5 cm de longitud. És ovípar. És un peix de clima tropical que viu al Golf d'Aqaba i el Mar Roig.